# Félix Busso Asseburg
Félix Busso Asseburg (Itajaí, 20 de outubro de 1885 – Blumenau, 1937) foi um comerciante e político brasileiro.

## Vida
Filho de Guilherme Asseburg e de Ana Palm.

## Carreira
Foi deputado à Assembleia Legislativa de Santa Catarina na 7ª legislatura (1910 — 1912), 9ª legislatura (1916 — 1918) e na 10ª legislatura (1919 — 1921).